# Natale Bruni
Natale Bruni (Nociveglia, 25 dicembre 1856 – Modena, 14 aprile 1926) è stato un arcivescovo cattolico italiano.

## Biografia
Iniziò gli studi nel seminario diocesano di Bedonia e li proseguì nel Pontificio seminario lombardo di Roma, dove fu ordinato presbitero.
Ebbe la reggenza del seminario di Bedonia dal 1884 e poi, dal 1892, di quello di Piacenza.
Il 17 dicembre 1900 papa Leone XIII lo elesse arcivescovo di Modena: fu consacrato a Piacenza dal vescovo Giovanni Battista Scalabrini.
Celebrò un sinodo diocesano nel 1903 e il primo congresso eucaristico regionale emiliano nel 1913. Nel 1923 pose la prima pietra del tempio monumentale in onore dei caduti della prima guerra mondiale.
Favorì la nascita e lo sviluppo della congregazione delle Figlie del Sacratissimo Cuore di Gesù, di cui è considerato cofondatore.
Fu sepolto nel tempio monumentale.

## Genealogia episcopale
La genealogia episcopale è:
- Cardinale Scipione Rebiba
- Cardinale Giulio Antonio Santori
- Cardinale Girolamo Bernerio, O.P.
- Arcivescovo Galeazzo Sanvitale
- Cardinale Ludovico Ludovisi
- Cardinale Luigi Caetani
- Cardinale Ulderico Carpegna
- Cardinale Paluzzo Paluzzi Altieri degli Albertoni
- Papa Benedetto XIII
- Papa Benedetto XIV
- Cardinale Enrico Enriquez
- Arcivescovo Manuel Quintano Bonifaz
- Cardinale Buenaventura Córdoba Espinosa de la Cerda
- Cardinale Giuseppe Maria Doria Pamphilj
- Papa Pio VIII
- Papa Pio IX
- Cardinale Alessandro Franchi
- Vescovo Giovanni Battista Scalabrini
- Arcivescovo Natale Bruni